# Ogun (stato)
Ogun è uno dei 36 stati della Nigeria, situato nella parte a sud-ovest del paese, con capitale Abeokuta.
Questo Stato ha una università federale, la Federal University of Agriculture ad Abeokuta e due università governative, la Olabisi Onabanjo University, ad Ago Iwoye (in precedenza conosciuta con il nome di Ogun State University) e la Tai Solarin University of Education (TASUED), ad Ijebu Ode. A queste si aggiungono altre 5 università private che fanno di Ogun lo stato nigeriano con il maggior numero di centri universitari.
Oltre alla capitale Abeokuta, che è la città più grande, vi sono anche Ijebu Ode, Sagamu, Ijebu Igbo, e Otta. Abeokuta è la città che ha dato i natali al presidente nigeriano Olusegun Obasanjo.

## Società

### Etnie e minoranze straniere
La maggior parte della popolazione è di etnia Yoruba, presente con i sottogruppi Awori, Egba, Yewa, Ijebu, e Remo.

## Suddivisioni
Lo stato di Ogun è suddiviso in venti aree a governo locale (local government areas):
- Abeokuta North
- Abeokuta South
- Ado-Odo/Ota
- Egbado North
- Egbado South
- Ewekoro
- Ifo
- Ijebu East
- Ijebu North
- Ijebu North East
- Ijebu Ode
- Ikenne
- Imeko Afon
- Ipokia
- Obafemi-Owode
- Odogbolu
- Odeda
- Ogun Waterside
- Remo North
- Shagamu